# Kangnam-gu
Obvod Kangnam (korejsky 강남구 – Kangnam gu, přepisováno také Gangnam) je jedna z pětadvaceti městských čtvrtí Soulu, hlavního města Jižní Koreje. Má rozlohu bezmála čtyřicet čtverečních kilometrů a k prosinci 2024 v ní žilo přes 557 tisíc obyvatel.

## Poloha
Leží ve východního části města jižně od řeky Han, která vymezuje jeho severní hranici. Na západě hraničí se čtvrtí Sočcho a na východě se čtvrtí Songpcha.

## Kultura
Celosvětově čtvrť proslavil raper PSY svým singlem Gangnam Style.